# Palazzo Fondi

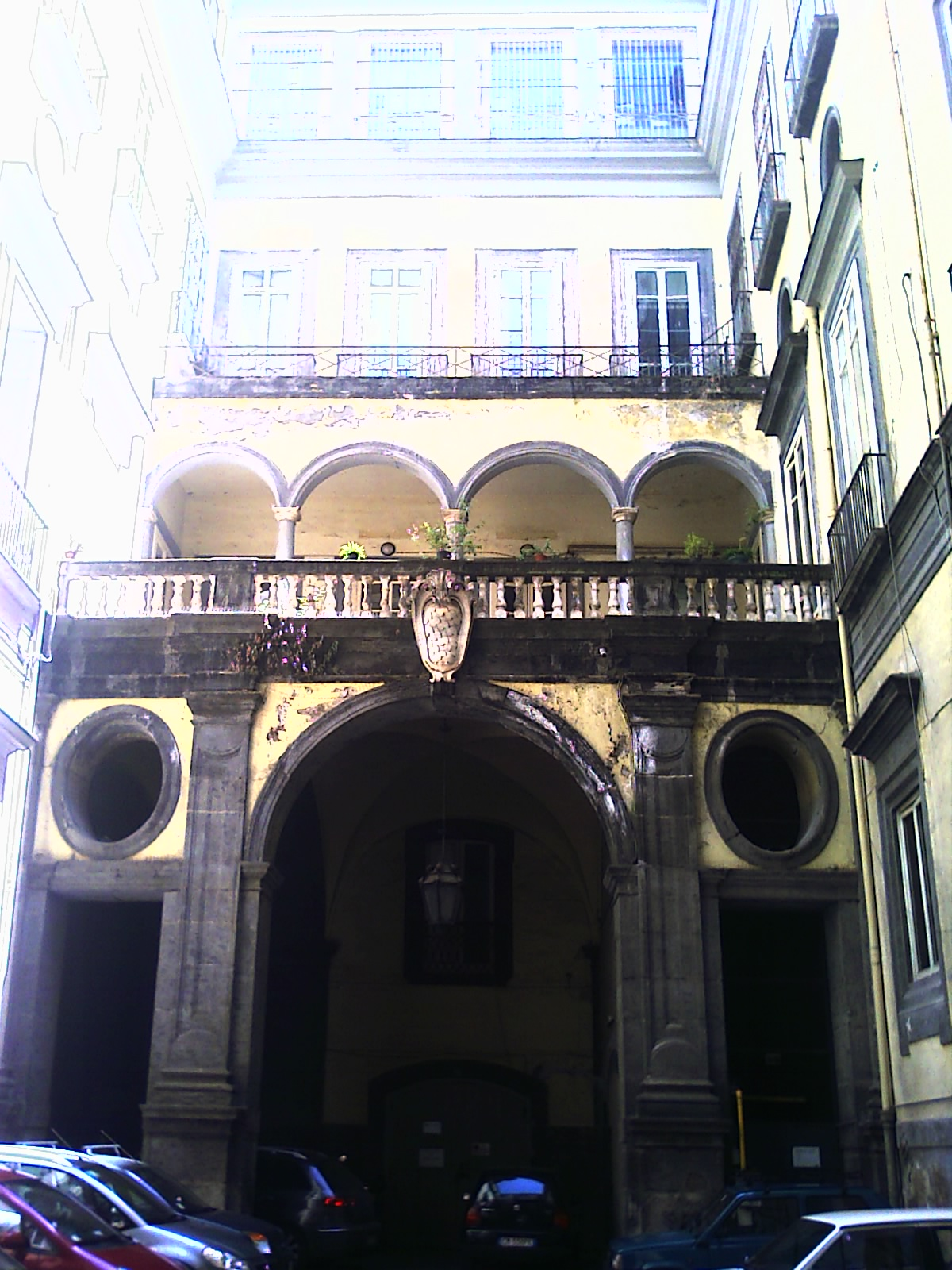
Cortile

Il Palazzo Fondi (già palazzo Genzano) è un edificio di valore storico e architettonico di Napoli, ubicato in via Medina.

## Storia
Il primo palazzo fu eretto nel XVIII secolo su commissione del marchese di Genzano di Lucania Gian Giacomo De Marinis che affidò le decorazioni a Giacomo del Pò e a Paolo De Matteis; lo stesso marchese, alla metà del secolo, incaricò del restauro Luigi Vanvitelli, del quale restano il portale con la balaustra del balcone.
Il palazzo fu ulteriormente rimaneggiato nel 1799 e nel 1824, assumendo pertanto l'aspetto attuale grazie al restauro voluto da Maria Costanza De Marinis e dal marito Giuseppe Sansevero di Sangro, principe di Fondi. I principi di Fondi conservarono all'interno del palazzo una ricca collezione di quadri appartenuti ai De Marinis, ai Gaetani e ai Sansevero.
Nel 2024 sono cominciati i lavori di restauro che precedono la sua destinazione a sede dell'AGCOM.

## Descrizione
L'immobile ha una semplice facciata ornata da un basamento con mezzanino in bugnato liscio, mentre il corpo superiore presenta due ordini di finestre semplicemente decorate.
Le finestre del piano nobile possegono balconi pronunciati da mensole e sono sormontate da una decorazione a timpano retto da semilesene con metà capitello ionico poste in maniera speculare; al piano superiore invece hanno un semplice contorno in stucco con balconcini lievemente sporgenti,
Notevole è la balaustra del balconcino centrale in marmo.
Il prospetto termina con un possente cornicione scandito da mensole, sul quale spunta una maestosa balaustra che percorre tutta la lunghezza della facciata.
Nel cortile c'è una scala settecentesca del Vanvitelli che porta ai piani superiori, affrescati nel XVIII secolo; nell'androne c'è lo stemma dei De Marinis, mentre la struttura del cortile è articolata mediante il tema della serliana.